# Greenmax
 (mars 2024).
Si vous disposez d'ouvrages ou d'articles de référence ou si vous connaissez des sites web de qualité traitant du thème abordé ici, merci de compléter l'article en donnant les références utiles à sa vérifiabilité et en les liant à la section « Notes et références ».
Greenmax, dit aussi Green Max, est un fabricant japonais de trains miniatures, Ltd. fondé en 1975.

## Histoire
Le prédécesseur de Greenmax était Hobby Shop Max, un magasin de vente au détail ouvert par Masao Suzuki à Ōyama, quartier Itabashi, Tōkyō. Autrefois, on l'appelait « Max ». Le nom « Green Max » est également une marque déposée de la société.
À l'origine, l'entreprise vendait uniquement des trains en kit à assembler et à peindre. Mais depuis les mi 90's, des trains pré-assemblés et pré-peints sont vendus par la société, compatibles avec les coupleurs TN de Tomix.
Tomix possède une usine à Mibu où se trouve son siège social Tomytec. Elle possède une succursale pour la vente et l'exposition de ses produits à Chiyoda juste à côté de la gare JR Kanda

## Produits
Greenmax produit toujours des trains en kit à assembler et à peindre. Il produit aussi des trains complets « prêt a rouler » avec une focalisation sur les trains des entreprises privées (Odakyū Tōbu,Kintetsu, Nishitetsu, etc.) et les petites séries de train peu connues.
Greenmax produit aussi des pièces détachées, dont certaines sont inter-utilisables avec d'autres marques comme des unités de propulsions (chassis /bloc moteur/ bogies).

## Magasins
Depuis juin 2019, Green Max The Store compte trois magasins : le magasin Akihabara, le magasin Osaka Nihonbashi (anciennement le magasin Osaka Abeno) et le magasin Nagoya Osu.